# ウズベキスタン国民の査証要件
ウズベキスタン国民の査証要件（ウズベキスタンこくみんのさしょうようけん）では、ウズベキスタン国民の査証要件について記述する。

## 一般旅券を有するウズベキスタン国民に対する旅行要件
多くの国がウズベキスタン国民に対し到着に先立って査証を適用する一方で、いくつかの国では査証なしで入国可能、もしくは国境や空港到着時に査証適用可能としている。これらの国の入国条件の簡単な概要は以下のとおりである。査証不要で入国可能としている国は必ずそのような権利を有しているという意味ではなく、移民局もしくは国境警備隊の裁量で入国許可が出される。無償労働を含む旅行以外の活動に従事する旅行者は査証もしくは労働許可証が必要である。
すべてのウズベキスタン国民は非CIS諸国へと旅行する際、国内のOVIR (Office of Visas and Registration、査証登録事務所) から出国ビザを取得することが必要である。しかし、CIS諸国へと旅行する際には旅行の途中でCIS諸国外へと出国しない場合に限り出国ビザは不要である。査証要件は頻繁に変更されるため、ウズベキスタン国民は以下に挙げる国へと旅行する際、常に査証要件に関し最寄りの大使館もしくは領事館において二重にチェックを受けなければならない。
ウズベキスタンの入国管理局はウズベキスタン国民がたとえ目的地の国がウズベキスタン旅券の所持者に対し査証を出したとしても、目的地の国に対する有効な査証もしくは帰国便の航空券なしにウズベキスタンを出国することを許可していない。ウズベキスタン国民は空港のチェックインカウンターに進む前に、航空券に許可のスタンプを貰うためタシュケント国際空港にある移民局へと行かなければならない。

ウズベキスタン
査証不要
到着時に査証発行可能
特別規定により査証不要もしくは到着時に発行可能
査証が必要

## アフリカ
| 国・地域     | 入国条件と滞在可能日数 |
| ------------ | --- |
| ブルンジ     | 72時間滞在可能な査証が到着時に40USドルで発行される。1か月滞在可能な査証に関しては90USドル以上が必要となる (ブルンジが在外公館を持たないすべての国の国民に対し発行される。) |
| カーボベルデ | 査証は到着時に25ユーロで発行される。 |
| コモロ       | 査証は到着時に30ユーロもしくは50USドルで発行される。 |
| ジブチ       | 1か月の査証が到着時に70ユーロもしくは90USドルで発行される。 |
| ガンビア     | ガンビアが外交官を置かない国の国民に対し到着時に査証が発行される。 |
| ギニアビサウ | 3か月の査証が到着時に55,000XOFもしくは85ユーロで発行される。 |
| ケニア       | 3か月の査証が到着時に50USドルで発行される。 |
| マダガスカル | 90日の査証が到着時に140,000MGAで発行される。 |
| マリ         | 査証は到着時に発行される。 |
| モーリシャス | 60日の査証が到着時に発行される。 |
| モザンビーク | 30日の査証が66USドルで発行される。 |
| ナミビア     | 3か月以内は査証不要 |
| セーシェル   | 査証不要。1か月の旅行許可証が無料で発行される。 |
| トーゴ       | 7日の査証が到着時に10,000XOFで発行される。 |
| ウガンダ     | 3か月の査証が到着時に50USドルで発行される。 |
| ザンビア     | 3か月の査証が到着時に50USドルで発行される。 |

## アメリカ大陸
| 国・地域                         | 入国条件と滞在可能日数                      |
| -------------------------------- | ------------------------------------------- |
| アンティグア・バーブーダ         | 1か月以内は査証不要                         |
| バルバドス                       | 28日以内は査証不要                          |
| ボリビア                         | 3か月の査証が到着時に52USドルで発行される。 |
| ドミニカ国                       | 21日以内は査証不要                          |
| エクアドル                       | 3か月以内は査証不要                         |
| ハイチ                           | 3か月以内は査証不要                         |
| ジャマイカ                       | 査証が到着時に20USドルで発行される。        |
| ニカラグア                       | 3か月の査証が到着時に20USドルで発行される。 |
| セントビンセント・グレナディーン | 1か月以内は査証不要                         |

## アジア
| 国・地域         | 入国条件と滞在可能日数 |
| ---------------- | --- |
| アルメニア       | 査証不要 |
| アゼルバイジャン | 90日以内は査証不要 |
| カンボジア       | 30日の査証が到着時に20USドルで発行される。e-visaも取得可能である。 (http://evisa.mfaic.gov.kh/) |
| ジョージア       | 査証不要 |
| ヨルダン         | 1か月の査証が到着時に20USJODで発行される。 |
| カザフスタン     | 査証不要 (カザフスタンに5日以上滞在する入国者は皆OVIRで登録を行わなければならない。) |
| キルギス         | 60日以内は査証不要 |
| ラオス           | 30日の査証が到着時に20USドルで発行される。 |
| レバノン         | 3か月の査証が到着時に100,000LBPで発行される。 |
| マカオ           | 30日の査証が到着時に100MOPで発行される。 |
| マレーシア       | 1か月以内は査証不要 |
| モルディブ       | 30日の査証が到着時に発行される。 |
| ネパール         | 1か月の査証が到着時に25USドルで発行される。 |
| シンガポール     | 96時間 第三国行きの航空券とその国への査証、6か月有効な旅券、96時間以内に出国便に搭乗する航空券を所有している者に対し経由査証のみが発行される。 |
| 韓国             | 済州特別自治道へ第三国から直接渡航する場合のみ30日以内に限り査証不要。オーストラリア、カナダ、日本、ニュージーランド、アメリカ合衆国でウズベキスタン市民として査証の発行を受け、30日以内に第三国へと出国する航空券と査証を有する者については査証不要。 |
| スリランカ       | 30日の査証が到着時に発行される。 (到着時もしくは到着以前にwww.eta.gov.lkで発行される電子旅行許可証所有者に対し発行。) |
| シリア           | 15日の査証が到着時に発行される。 |
| タイ             | 15日の査証が到着時に1,000THBで発行される。 |
| 東ティモール     | 30日の査証が到着時に30USドルで発行される。 |
| トルコ           | 1か月以内は査証不要。旅行者はホテルの予約証明書と次の目的地に関する文書を携帯していなければならない。 |
| ウズベキスタン   | 居住 |

## ヨーロッパ
| 国・地域   | 入国条件と滞在可能日数 |
| ---------- | ---------------------- |
| ベラルーシ | 査証不要               |
| コソボ     | 90日以内に限り査証不要 |
| モルドバ   | 90日以内に限り査証不要 |
| ロシア     | 査証不要               |
| ウクライナ | 90日以内に限り査証不要 |

## オセアニア
| 国・地域         | 入国条件と滞在可能日数                                         |
| ---------------- | -------------------------------------------------------------- |
| クック諸島       | 31日以内に限り査証不要                                         |
| ミクロネシア連邦 | 30日以内に限り査証不要                                         |
| ニウエ           | 30日以内に限り査証不要                                         |
| パラオ           | 30日の査証が到着時に50USドルで発行される。                     |
| サモア           | 査証不要。60日以内に限り入国 (もしくは通過) 許可証も得られる。 |
| ツバル           | 1か月以内は査証不要                                            |

## 特殊条件が適用される国々
| 国・地域               | 入国条件と滞在可能日数 |
| ---------------------- | --- |
| アルバニア             | シェンゲン協定加盟国で発行される複数回入国C査証所有者に関しては査証不要 |
| アンドラ               | 査証不要で入国可能だが、シェンゲン協定査証を要求されるフランスやスペインを通って入国する必要がある。 |
| アンゴラ               | イギリスで有効な査証の所有者に関しては査証不要 |
| バーレーン             | GCC諸国 (UAE、クウェート、オマーン、カタール、サウジアラビア)で発行される「居留許可証保有者」は到着時に査証が利用可能で、最大7日まで滞在可能である。居留許可証は最低でも6か月間有効である。                                                                                |
| ベリーズ               | アメリカ合衆国で有効な査証の所有者に関しては50USドルで到着時に査証が発行される。ベリーズ移民局から事前承認を得て与えられる。 |
| バミューダ             | カナダ、アメリカ合衆国、イギリスの有効な多国間入国査証所有者に関しては査証不要で、ビジネスでの旅行に対し与えられる。 |
| ブータン               | 最大15日の査証が到着時に発行される。申請書類は最低でも2.5か月より前に旅行省のツアー担当者へと送付され、この中に査証手続きが含まれる。旅行者は1日の滞在に付き200USドルを所持している必要がある。                                                                            |
| ブルガリア             | シェンゲン協定加盟国の有効なC査証所有者に関しては最大90日の滞在まで査証不要、ブルガリアを経由して第三国へと旅行する者はキプロスもしくはルーマニアで有効な短期旅行査証を受けた者に関し最大36時間以内の滞在に限り査証不要。                                                  |
| 中国                   | 到着時に事前承認査証が発行され、北京に最大3か月まで滞在可能 |
| カメルーン             | 「Le Delegue General de a la Surete」で事前に承諾を受けた旅行者に対しては到着時に査証が発行される。 |
| コスタリカ             | カナダ、EU、アメリカ合衆国の査証 (到着日時より最低でも3か月間有効なもの) 所有者に関しては30日以内に限り査証不要 |
| クロアチア             | シェンゲン協定加盟国で発行される複数国入国C査証の所有者に関しては査証不要 |
| コンゴ共和国           | VIPの招待状を持つ者に関しては査証不要 |
| キューバ               | 到着以前に旅行代理店もしくはキューバ大使館で得られる旅行者カード (Tarjeta del Turista) を所持している者に関しては査証不要 |
| キプロス               | シェンゲン協定加盟国で発行される複数国入国C査証の所有者に関しては査証不要。ブルガリアもしくはルーマニアで発行された有効な査証を持つ者、キプロスを経由して第三国へと旅行する者に対しては国籍によらず最大5日まで査証不要。                                                   |
| ドミニカ共和国         | カナダ、アメリカ合衆国、EU諸国で発行された有効な査証を所有する旅行者は90日まで査証不要。旅行者は30日間の旅行者カードを到着時に10USドルで取得する事が必要。 |
| エルサルバドル         | カナダ、アメリカ合衆国、シェンゲン協定加盟国で発行される査証の所有者に関しては査証不要 |
| エリトリア             | エリトリア国内の保証人がエリトリア移民管理局で到着の48時間前までに届出を行うことで、1か月の査証が到着時に発行される。 |
| エチオピア             | アフリカ連合により組織された会合、セミナー、ワークショップに参加し、旅行目的を記した招待状を所有する者に対しては査証が到着時に発行される。 |
| ガボン                 | ガボン政府により発行される「Travel Order and a transportation request」所有者に関しては査証不要。到着以前に移民局で発行される入国許可証の発行を受けた者は到着時に70ユーロもしくは45,000XAFで査証が発行される。16歳以下の子供は査証不要                                     |
| ジブラルタル           | イギリスで発行される多国間入国査証所有者に関しては査証不要 (最低でも1年間有効) |
| ギリシャ               | 移民省により発行される「旅行許可証」所有者に対し査証が到着時に40USドルで発行される。 |
| グアテマラ             | カナダ、アメリカ合衆国、シェンゲン協定加盟国で発行される査証所有者に関しては90日以内の滞在に限り査証不要 |
| ガイアナ               | 身元保証人からの招待状と保証人もしくはホテルの連絡先を所有する者に対し、到着時に最大30日の査証が発行される。 |
| ホンジュラス           | カナダ、アメリカ合衆国、シェンゲン協定加盟国で発行される査証所有者に関しては90日以内の滞在に限り査証不要 |
| イラク                 | イラク内務省により発行される許可証所有者は査証不要、バグダード (BGW) もしくはナジャフ (NJF)に到着した際に与えられる。 |
| アイルランド           | イギリスが発行するC査証所有者に関しては査証不要、最初にイギリスに入国してから90日以内、もしくはイギリスの査証の有効期限内の者に対し発行される。 |
| イスラエル             | イスラエル内務省から承認を受けた10名以上の旅行者に対し、到着時に査証が発行される。 |
| クウェート             | GCC諸国 (バーレーン、UAE、オマーン、カタール、サウジアラビア) で発行される居留許可証所有者に対し最大3か月の滞在に限り査証が到着時に発行される。特定の職業につく旅行者に関しては居留許可証は最低でも6か月有効                                                               |
| メキシコ               | アメリカ合衆国の査証保有者に関しては最大180日の滞在に限り査証不要。 |
| 北マケドニア           | シェンゲン協定加盟国のC査証保有者に関しては、1回の滞在に付き最大15日以内、6か月間で合計90日以内の滞在に限り査証不要 |
| モンゴル               | チンギス・カン国際空港 (ULN)で事前承認を受けた者に対しては到着時に査証が発行される。 |
| モンテネグロ           | シェンゲン協定加盟国、アメリカ合衆国をの有効な査証、及びこれらの国への滞在許可証の所有者は最大7日まで査証不要。 |
| ミャンマー             | 旅行観光省で発行される承認状所有者に対し到着時に査証が発行される。 |
| ノーフォーク島         | オーストラリアへの旅行を許可する査証所有者で、ノーフォーク島内滞在期間後30日間有効な査証所有者に対し査証が免除される。 |
| 北マリアナ諸島         | 北マリアナ諸島に入国してから最低6か月有効なアメリカ合衆国入国査証所有者に対し最大30日まで査証不要。 |
| オマーン               | 到着時の査証はGCC諸国 (バーレーン、UAE、クウェート、カタール、サウジアラビア)で発行される居留許可証で行われ、28日まで滞在可能。居留許可証は特定の職業につく旅行者に対しては最低6か月間有効。                                                                               |
| パキスタン             | 居住国の商工会議所からの推薦状、パキスタンの関連貿易機関により推薦された会社組織からの招待状、国外におけるパキスタンの事業で行われた投資部門の長による推薦状という3つの文書の内最低1つを持つ、仕事による旅行を行うウズベキスタン国民に対し最大30日有効な査証が発行される。 |
| パナマ                 | アンドラ、オーストラリア、カナダ、アイスランド、モナコ、リヒテンシュタイン、ノルウェー、サンマリノ、スイス、アメリカ合衆国、EU諸国などの国で発行された有効な査証の所有者は30日の旅行滞在まで査証不要。                                                                     |
| カタール               | 到着時の査証にはGCC諸国 (バーレーン、UAE、クウェート、オマーン、サウジアラビア)で発行された居留許可証が利用され、1か月間滞在可能。居留許可証は特定の職業につく旅行者に対しては最低6か月間有効。                                                                            |
| ルーマニア             | ブルガリア、キプロス、シェンゲン協定加盟国で発行された有効な査証の所有者で、5日以内に第三国へと旅を続ける者は査証不要。 |
| ルワンダ               | オンライン上 (http://www.migration.gov.rw) などで事前承認を得た所有者に対し、到着時に査証が発行される。 |
| サントメ・プリンシペ   | 100USドル以上の航空移動の事前承認を得た者に対して到着時に最大1か月間有効な査証が発行される。 |
| シエラレオネ           | 事前承認された査証のコピーを持つ者に対し到着時に査証が発行される。 |
| スーダン               | スーダン内務省により発行される入国許可証の所有者は到着時に査証が100USドルで発行され、最大60日間の滞在が可能。 |
| スリナム               | スリナムの外交官が着任していない国の国民は到着時に最大2か月滞在可能な査証が発行される。発行には45～65USドルの事前承認証が必要。 |
| 台湾                   | 中華民国政府により発行される仕事や学術による旅行の証明書を持つ者は最大30日の滞在まで査証不要。 |
| トリニダード・トバゴ   | 移民局による事前承認証明書のコピーを持つ者は400TTDで査証不要証明書が発行される。 |
| チュニジア             | ウズベキスタン国民は査証不要。旅行代理店により企画された旅行ツアーやホテルの領収書を得る場合に査証が必要。 |
| トルクメニスタン       | トルクメニスタン国内で登録されている会社で発行された招待状の所有者に対し、到着時に査証が発行される。 (外務省による事前承認が必要)、40～155USドルで最大10日間滞在可能。 |
| タークス・カイコス諸島 | カナダ、イギリス、アメリカ合衆国で発行された有効な査証の所有者は査証不要で、30日まで滞在可能。 |
| アラブ首長国連邦       | 到着時の査証にはGCC諸国 (バーレーン、クウェート、オマーン、カタール、サウジアラビア)で発行される居留許可証が利用され、1か月間滞在可能。特定の職業につく旅行者の場合、居留許可証は最低6か月間有効。                                                                         |
| ベトナム               | ベトナム移民省により発行された承認状 (http://www.vietnamvisaexpert.com/) の所有者に対し到着時に査証が発行される。 |